# Šamaš-šuma-ukin
Šamaš-šuma-ukin (auch Schamasch-schuma-ukin; * spätestens 684 v. Chr.; † 12. Juli 648 v. Chr.), erstgeborener Sohn des Asarhaddon und der Ešarra-ḫammat, ursprünglich als Thronfolger in Assyrien vorgesehen, regierte von 668 bis 648 v. Chr. als babylonischer König. Die Inthronisierung als babylonischer Herrscher erfolgte durch die Bestimmung Asarhaddons, die Šamaš-šuma-ukins jüngerer Bruder Assurbanipal als assyrischer König pflichtgemäß vollzog.

## Leben

### Thronübernahme und erste Regierungsjahre
Sein Name ist erstmals in seinem Akzessionsjahr (668 bis 667 v. Chr.) in babylonisch-astronomischen Protokollen der berechneten Mondfinsternis vom 25. April 668 v. Chr. (14. Ajaru) belegt. Kurz danach beendete er am 5. Mai (24. Ajaru) die durch Sanherib und Asarhaddon angeordnete Aussetzung des alljährlichen Akitu-Festes. Die in Assur befindlichen Statuen der Götter von Akkad wurden ebenso zurück nach Babylon gebracht wie auch Nabu von Borsippa. Mit dieser Maßnahme zog er die Gunst der Marduk-Priesterschaft auf sich. Am 7. September 668 v. Chr. begann der von Šamaš-šuma-ukin ausgerufene Schaltmonat Ululu II.
Sein Bruder Assurbanipal, dem Šamaš-šuma-ukin in politischen und religiösen Entscheidungen unterstand, intervenierte erfolglos gegen die Neubelebung des Neujahrfestes.
Šamaš-šuma-ukins erstes Regierungsjahr konnte aufgrund der dritten keilschriftlichen Erwähnung einer weiteren Mondfinsternis im Jahr 666 v. Chr. sicher auf den ersten Nisannu 667 v. Chr. datiert werden. Im vierten Regierungsjahr (664 v. Chr.) floh der elamische Prinz am 22. September 664 v. Chr. (12. Tašritu) nach Assyrien.
Šamaš-šuma-ukin, unzufrieden mit der Bevormundung durch Assurbanipal, gelang es, die babylonische Wirtschaft zu beleben und Vasallenverträge mit einigen Nachbarstaaten abzuschließen. Sein langfristiges Ziel war die Unabhängigkeit Babyloniens von Assyrien. Assurbanipal plante 652 v. Chr. die Beendigung der für ihn beunruhigenden Politik Šamaš-šuma-ukins, der seinerseits nun Maßnahmen ergriff, um Assurbanipals Vorhaben militärisch entgegentreten zu können.

### Bautätigkeit
Der Gründungsinschrift zufolge geht in Babylon der östlich neben dem Ischtar-Tor befindliche Ninmaḫ-Tempel (É-maḫ) auf Šamaš-šuma-ukin zurück.

### Krieg gegen Assyrien

#### Schlacht um Babylon
652 v. Chr., im 16. Regierungsjahr, rief Šamaš-šuma-ukin in den Monaten Ajaru bis Tebetu zur Mobilmachung des Heeres auf, das zumeist aus Städten in Mittel- und Nordbabylonien rekrutiert wurde. Am 26. Dezember 652 v. Chr. (19. Tebetu) begann mit Unterstützung der Mehrzahl von aramäischen und chaldäischen Stämmen sowie Elamern und fast allen Araberstämmen der Angriff auf Assyrien, der jedoch mit einer ersten Niederlage in Nordbabylonien für Šamaš-šuma-ukin und seine Verbündeten endete. Bevor assyrische Truppen Babylon einnehmen konnten, zog sich die babylonische Allianz am 3. März 651 v. Chr. (27. Addaru) in die Hauptstadt zurück. Die Lage schien sich danach beruhigt zu haben, da Šamaš-šuma-ukin das Heer auflöste und die Soldaten in ihre Heimatorte zurückkehren ließ. Hintergrund für diese Maßnahme war sicherlich das mit den heiligen Prozessionen verbundene Akitufest, das zugleich die letzte vollständig mit allen Ritualen begangene Neujahrsfeier unter Šamaš-šuma-ukin sein sollte.

#### Schlacht um Kutha
Bereits kurze Zeit vor Beginn des 17. Regierungsjahres musste es in der Region Borsippa zu assyrischen Angriffen gekommen sein, da das Akitufest 651 v. Chr. und die damit verbundene göttliche Bestätigunsprozession nicht standesgemäß gefeiert werden konnte. Es folgten in diesem Zusammenhang weitere Aufstände in Assyrien und Akkad. Šamaš-šuma-ukin ließ vereinbarungsgemäß im babylonischen Kalender den Schaltmonat Ululu II ausrufen, der am 29. August begann. Aufgrund der anhaltenden Unruhen befahl Šamaš-šuma-ukin am 7. September (9. Ululu II) 651 v. Chr. erneut die Mobilmachung. Kurze Zeit später erlitt diesmal das assyrische Heer eine empfindliche Niederlage bei der Schlacht um die Stadt Kutha, die von Šamaš-šuma-ukins Allianz eingenommen und als Stützpunkt ausgebaut wurde.
Im 18. Regierungsjahr erfolgte durch einen erneuten assyrischen Vorstoß am 1. Juli 650 v. Chr. (11. Du'uzu) der Einmarsch in Babylon. Mit Beginn seines 20. Regierungsjahres feierte Šamaš-šuma-ukin im Nisannu 648 v. Chr. sein letztes Akitufest. Auf die Götterprozessionen musste aufgrund der kriegerischen Auseinandersetzungen verzichtet werden. Nach weiteren Kämpfen unterlag Šamaš-šuma-ukin in seinem 20. Regierungsjahr am 12. Juli 648 v. Chr. bei der Eroberung Babylons.